# Distrito da Floresta Negra-Baar
O Distrito da Floresta Negra-Baar (em alemão:  Schwarzwald-Baar-Kreis) é um distrito da Alemanha, na região administrativa de Freiburg, estado de Baden-Württemberg.

## Cidades e Municípios
- Cidades:

1. Bad Dürrheim
2. Blumberg
3. Bräunlingen
4. Donaueschingen
5. Furtwangen
6. Hüfingen
7. St. Georgen
8. Triberg
9. Villingen-Schwenningen
10. Vöhrenbach

- Municípios:

1. Brigachtal
2. Dauchingen
3. Gütenbach
4. Königsfeld im Schwarzwald
5. Mönchweiler
6. Niedereschach
7. Schonach
8. Schönwald
9. Tuningen
10. Unterkirnach